# Sinningia speciosa
Sinningia speciosa é uma espécie de planta do gênero Sinningia e da família Gesneriaceae.  
As populações apresentam variação morfológica ao longo de sua distribuição, ocorrendo em afloramentos rochosos em meio à vegetação de florestas ombrófilas, estacionais semidecíduas e na restinga. 

## Taxonomia
A espécie foi descrita em 1888 por Henri Ernest Baillon. 
Os seguintes sinônimos já foram catalogados:  
- Gloxinia caulescens  Lindl.
- Gloxinia digitaliflora  Paxt.
- Gloxinia discolor  Kuntze
- Gloxinia fifyana  Lem.
- Gloxinia variabilis  Carrière
- Ligeria caulescens  (Lindl.) Dcne.
- Ligeria digitaliflora  (Paxton) Decne.
- Ligeria discolor  Decne. ex Hanst.
- Ligeria maximiliana  Hanst.
- Ligeria menziesiana  (Young ex Otto & A. Dietr.) Hanst.
- Ligeria speciosa caulescens  (Lindl.) Hanst.
- Ligeria speciosa macrophylla  (Lodd.) Decne.
- Orobanche cernua  Vell.
- Sinningia maximiliana  (Hanst.) Benth. & Hook. ex Fritsch
- Sinningia variabilis  (Carrière) Bedd.
- Gloxinia speciosa  Lodd.
- Ligeria speciosa  (Lodd.) Decne.

## Forma de vida
É uma espécie rupícola e herbácea. 

## Descrição
É uma planta de 15-30(-60) centímetros de altura, glabrescente a pubérula, caule pouco desenvolvido ou formando entrenós de 2-7 cm, ereto ou prostrado; folhas em pseudo-roseta ou opostas em poucos pares, pecíolo 1-4 cm; pedicelo ereto, 5-10cm de comprimento, lâminas com venação esbranquiçada presente ou ausente, cálice com lacínias eretas, corola roxa, lilás ou bicolor combinando estas cores com lobos brancos, fauce mais escura ou mais clara com pontuação vináceas.
| Caule                               | Caule                                        |
| ----------------------------------- | -------------------------------------------- |
| caule aéreo                         | anual                                        |
| tubérculo                           | presente                                     |
| Folha                               |                                              |
| filotaxia                           | oposta                                       |
| simetria da lâmina                  | simétrica                                    |
| formato da lâmina                   | largamente oval/largamente oboval - elíptica |
| ápice da lâmina                     | agudo                                        |
| base da lâmina                      | atenuada                                     |
| margem da lâmina                    | crenada                                      |
| indumento da face abaxial da lâmina | pubescente                                   |
| Inflorescência                      |                                              |
| organização                         | simples                                      |
| posição                             | axila de folha                               |
| Flor                                |                                              |
| formato da lacínia do cálice        | triangular - lanceolada                      |
| indumento da lacínia do cálice      | pilosa/pubescente                            |
| formato da corola                   | campanulada - ventricosa                     |
| cor do tubo da corola               | branco/lilás/rosado/roxo                     |
| lobo da corola                      | subiguais                                    |
| Fruto                               |                                              |
| consistência                        | semi carnosa                                 |

## Conservação
A espécie faz parte da Lista Vermelha das espécies ameaçadas do estado do Espírito Santo, no sudeste do Brasil. A lista foi publicada em 13 de junho de 2005 por intermédio do decreto estadual nº 1.499-R. 

## Distribuição
A espécie é encontrada nos estados brasileiros de Espírito Santo, Minas Gerais e Rio de Janeiro. 
A espécie é encontrada no domínio fitogeográfico de Mata Atlântica, em regiões com vegetação de floresta estacional semidecidual, floresta ombrófila pluvial e restinga.